# Informació juvenil
La informació juvenil és tota aquella informació i assessorament organitzats tant des del sector públic com el privat per tal de fomentar el desenvolupament dels joves en totes les seves facetes, per exemple, el foment a la participació, l'ajuda a la formació, la cerca d'ocupació i habitatge, la millora de les competències ciutadanes i posar a l'abast tota la informació necessària, orientant alhora en els processos de transició que representa la joventut.
Els serveis d'informació juvenil van aparèixer arran de l'extensió de les oficines de joventut dels diferents departaments dels municipis i governs. A Catalunya existeix la Xarxa Catalana de Serveis d'Informació Juvenil, Arxivat 2018-02-10 a Wayback Machine. a Espanya, l'Instituto Nacional de Información Juvenil.
Està basat en la Carta europea d'informació juvenil de l'ERYCA European Youth Information and Counselling Agency.
L'informador juvenil forma part del perfil laboral d'un tècnic superior en animació sociocultural o bé de carreres afins com Educació Social, Gestió d'Informació i Documentació Digital, Pedagogia, Psicologia o d'altres. És un professional que s'encarrega d'orientar i informar els joves, de realitzar activitats destinades a fer-los arribar la informació i a formar en competències ciutadanes.